# Niphetogryllacris signoreti
Niphetogryllacris signoreti är en insektsart som först beskrevs av Griffini 1908.  Niphetogryllacris signoreti ingår i släktet Niphetogryllacris och familjen Gryllacrididae. Inga underarter finns listade i Catalogue of Life.